# Helmut Cämmerer
Helmut Cämmerer (Hamburgo, 5 de maio de 1911) é um ex-canoísta alemão especialista em provas de velocidade.

## Carreira
Foi vencedor da medalha de prata em K-1 1000 m em Berlim 1936.